# Corps de dames et personnages 1943-1952
Corps de dames et personnages 1943-1952 est un ensemble d'œuvres réalisées entre 1943 et 1952 par Jean Dubuffet.  
La série des personnages comprend des scènes de la rue, du métro, des portraits de gens célèbres : Jean Paulhan, Michel Tapié entre autres. Épisodiquement, Dubuffet revient sur ce sujet beaucoup plus tard dans sa série de L'Hourloupe où le traitement des personnages diffère beaucoup, tandis que le style humoristique reste le même. Sa toute première peinture non-figurative entre dans la série des personnages Les Gardes du corps (1943). Auparavant, Dubuffet avait expérimenté un type de peinture qui ne lui plaisait pas et dont il reste très peu de pièces.
Les corps de dame représentent des corps en énormes masses, souvent affublés de toutes petites jambes et de toutes petites têtes. Ce sont toujours des femmes nues, certaines montrent une accouchement, d'autres sautent ou dansent. On les a comparé aux Nana dont on retrouve la trace dans les premières œuvres de Niki de Saint Phalle. La proximité entre les premières œuvres personnifiées de Niki, et la peinture de Dubuffet a été soulignée de nombreuses fois en 2014 lors de l'exposition de l'artiste franco-américaine au Grand Palais, Paris. Dans la presse, le journal Les Échos : Le Nouvel Observateur : « L'exposition présente aussi pour la première fois une sculpture monumentale en métal, Le Rêve de Diane, où se lit l'influence de Jean Dubuffet pour lequel Niki avait une grande admiration. »

« Dans les 40 ou 50 tableaux que j'ai peints entre avril 1950 et février 1951 sous la rubrique Corps de dames, il y a lieu de ne pas prendre au pied de la lettre le dessin, toujours outrancièrement grossier et négligé dans lequel est enfermée la figure  de femme nue, et qui, pris au mot, impliquerait des personnes abominablement obèses et déformée. Mon intention était que ce dessin ne confère à la figure aucune forme définie, qu'il empêche au contraire cette figure de prendre telle ou telle forme particulière, qu'il la maintienne dans une position de concept général et d'immatérialité. »

Les Corps de dames sont des bonnes femmes tandis que les personnages sont des bonshommes à la manière des dessins d'enfants. « Les psychanalystes disent qu'il faut tuer un enfant pour faire un adulte. Dubuffet fait partie de ceux qui ont échappé au massacre ou qui n'ont pas capitulé. Il  reste capable de réactiver ses propres dispositions enfantines, mais avec la redoutable efficacité d'un adulte, contre les évidences culturelles. »

## Personnages
Dès 1945, Dubuffet avoue à Simone Collinet son « grand amour pour les graffitis et les dessins de fous. » Plus que dans les dessins d'enfants, il voyait dans les graffitis une manière commune aux enfants ou aux adultes de représenter l'homme sur lequel portaient ses préoccupations principales. Les critiques n'ont d'ailleurs pas manqué de faire le rapprochement entre les œuvres de Dubuffet et les graffitis. Les uns favorablement, comme Jean Grenier qui voyait dans ce graphitisme un rapprochement avec les premiers dessins préhistoriques. Les autres, défavorables comme George Besson qui y voit un goût du sordide. Les critiques défavorables étaient, en 1945, plus nombreuses que les autres.
- Femme assise au fauteuil ou femme nue à demi-corps, 1942, dessin au crayon, 30 × 32 cm, Musée des arts décoratifs de Paris, donation Jean Dubuffet[7].
- Gardes du corps, janvier 1943, huile sur toile, 116 × 89 cm[8], collection privée : deux hommes nus debout.
- L'accouchement, 1944, huile sur toile, 100 × 81 cm, Museum of Modern Art, don de Pierre Matisse, 1982[9]. La dame est traitée sous forme de personnage et non de corps de dame. Plus tard, il y aura un autre accouchement avec un Corps de dame.
- Desnuda, juin 1943, huile sur toile, 73 × 60 cm, Galerie Beyeler, Bâle[10]. La toile a peut-être changé de localisation, on ne la trouve plus sur le site de la Fondation Beyeler[11]
- Métro, 1943 série de douze gouaches illustrant un livre sur le métro qui porte le titre Métro. Les douze gouaches ont toutes le format du livre : 30 × 37 cm, dont Dubuffet a également réalisé la couverture graphique[12]. Chacune d'elles portent le même titre et ont le même format. Elles ne sont ni numérotées ni titrées individuellement. Seul leur contenu diffère[12]
- Pisseurs au mur, 1945, lithographie, 37,9 × 28,5 cm[13].
- Portraits par Dubuffet, 1945-1947, un ensemble de plus de cinquante portraits d'amis, réunis dans le fascicule III des Travaux de Jean Dubuffet. L'artiste a employé diverses techniques qui vont de l'acrylique, à l'huile, à l'huile émulsionnée, à la gouache, au crayon, à l'encre de Chine sur papier, ou au fusain. Il les a traités dans un esprit d'effigie de la personne, sans qu'il soit besoin de pousser très loin l'exactitude des traits. Utilisant même un procédé pour empêcher la ressemblance[14].

## Corps de dames
« Les Corps de Dames reposent sur des jambes à ce point raccourcies qu'elles fonctionnent  bien plus comme supports que comme éléments de la représentation [des dames]. »
Les critiques n'ont pas davantage ménagé le peintre sur les Corps de dames qu'ils ne l'ont fait sur les personnages. Elles lui ont même prêté toutes sortes d'intentions malfaisantes, notamment celle de « ridiculiser les formes du corps humain », et même, selon René Schérer de : « minimiser l'être humain », reléguant ainsi toute forme d'humour à une forme de malfaisance. Une autre intention prêtée à Dubuffet par la critique est celle d'horrifier volontairement. Le Paris News Post le qualifie de « Dubuffet the terrible » en décembre 1950 qui parle de la « férocité de son trait. » 
Le peintre ne tient aucun compte de ces interprétations.
- La Fille au peigne, avril 1950, huile sur toile, collection particulière, 116 × 89 cm[18]. Vendue en 2008 chez Christie's pour 2 200 000 de dollars[19]
- L'Incertaine, avril 1950, huile sur toile, collection particulière, 138 × 85 cm[18]. Musée d'art moderne Louisiana, Humlebæk, Danemark. Visible sur le site de La Fondation Dubuffet[20]
- La Coiffeuse (Corps de dame), avril 1950, huile sur toile, collection particulière, 116 × 89 cm[21]. Vendue en 2009 chez Christie's pour 690 850 livres sterling[22]
- Corps de dame la rose incarnate, juin 1950, huile sur toile, collection Alfonso Ossorio et Edward Dragon en 1961, 116 × 89 cm[18]. Vendu chez Christie's pour 1 762 500 en 2009[23].
- Miss Araignée (Corps de dame), juin 1950, huile sur toile, collection particulière, 116 × 89 cm[18], vendu chez Christie's en 2009 pour 713 250 livres sterling[24].
- Gymnosophie (Corps de dame), juin 1950, huile sur toile, collection particulière, 97 × 146 cm[18], Musée d'art moderne et contemporain de Saint-Étienne [25].
- Corps de dame paysagé sanguine et grenat, août 1950, huile sur toile, collection particulière, 138 × 87 cm[26], voir la liste des Corps de dames sur le site de la bibliothèque de l'Université de Pennsylvanie[27] et sur le site de la Fondation Dubuffet[28].
- Le Métafisyx, août 1950, huile sur toile, 116 × 89,5 cm, Centre national d'art et de culture Georges-Pompidou achat 1976[29].
- Corps de dame gerbe bariolée, août 1950, huile sur toile, 116 × 89 cm, collection Martin Fisher, New York[30].
- Corps de dame, juin-décembre 1950, dessin, encre de Chine, Calame sur lavis, Museum of Modern Art. New York 33 × 35 cm[31].
- Corps de dame I à VI, 1950, série de 6 lithographies d'environ 29 × 24,1 cm conservées au Museum of Modern Art , tirage effectué par l'artiste lui-même.
- Gambade à la rose, décembre 1950, huile sur toile, 130 × 162 cm représentant un homme et une femme nus, avec des corps presque identiques, boursouflés, et des jambes grêles, différencié par un sexe à peine évoqué, localisation inconnue[32].
- Corps de dame, novembre 1950, dessin, encre de Chine, Calame sur lavis, collection Daniel Cordier, Paris 28 × 33 cm[33].
- L'Hirsute (Corps de dame), novembre 1950, huile sur toile, 130 × 97 cm, collection Alfonso Ossorio en 1961[26], Musée national de l'art occidental, Tokyo, Japon[34].
- Corps de dame pièce de boucherie, novembre 1950, huile sur toile, 116 × 89 cm, collection Alfonso Ossorio en 1961[26], Fondation Beyeler, Suisse[35].
- Corps de dame, novembre 1950, encre de Chine, collection Daniel Cordier, Paris 27 × 21 cm[33].
- Corps de dame, 1950, aquarelle sur papier, collection Lucien Durand en 1961 49 × 32 cm[33].
- Corps de dame, 1950, aquarelle sur papier, collection Werner Schenk en 1961 48 × 31 cm[33], Musée des arts décoratifs de Paris[36].

La série de dessins illustre le livre d'André Martel intitulé La Djingine du Théophélès composé de ses poèmes en paralloïdres. Cette langue est proche du jargon qu'emploi aussi Dubuffet dans ses poèmes.